# Клаус Крістіансен
Клаус Крістіансен (дан. Claus Christiansen; 28 червня 1965, Глоструп, Данія) — данський футболіст, захисник, відомий виступами за «Люнгбю» та збірну Данії. Учасник чемпіонату Європи 1992 року.

## Клубна кар'єра
Крістіансен дебютував у Люнгбю в 1986 році та відіграв у клубі 10 сезонів. Він взяв участь у більш ніж 300 матчах та забив близько 5 м'ячів у всіх турнірах. У складі команди Клаус виграв данську Суперлігу у 1992 та завоював Кубок Данії у 1990 роках. У 1996 році він перейшов у «Мідт'юлланн», де завершив кар'єру через два роки.

## Виступи за збірні
У 1991 році Крістіансен дебютував за збірну Данії. У 1992 році Клаус у складі національної команди взяв участь у чемпіонаті Європи та став його переможцем. На турнірі він зіграв у матчах проти збірних Нідерландів та Німеччини. Одразу після першості Європи він завершив кар'єру у збірній.

## Титули і досягнення
- Чемпіон Данії: «Люнгбю» 1991—1992
- Володар Кубка Данії: «Люнгбю» 1990
- Чемпіон Європи: — 1992